# 石井めぐみ (茨城県の政治家)
石井 めぐみ（いしい めぐみ、1979年6月26日 - ）は、日本の政治家。日本維新の会所属の参議院議員（1期）。元茨城県取手市議会議員（5期）。本名は根本 めぐみ（ねもと めぐみ）。

## 経歴
- 取手市出身。父は政治家で日本維新の会所属参議院議員の石井章[2]。
- 聖徳大学附属聖徳高等学校（現在の聖徳大学附属取手聖徳女子高等学校）、目白学園女子短期大学（現在の目白大学短期大学部）を卒業した[3]。
- 大学卒業後は父（石井章）が経営する介護施設で働き、また当時衆議院議員を務めていた父の秘書などを務める。
- 2011年4月、第17回統一地方選挙の後半戦で執行された取手市議会議員補欠選挙（定数3）に無所属で立候補し、首位当選を果たす[4]。以後5回連続で当選した。
- 2024年1月執行の取手市議会議員選挙で5度目の当選を果たした後、招集された臨時会で副議長に選出される[5]。
- 2025年6月19日、第27回参議院議員通常選挙への立候補を理由として副議長を辞任した[6]。
- 2025年7月20日執行の第27回参議院議員通常選挙で、父と同じ日本維新の会公認候補として比例代表選挙区に立候補し、初当選を果たした[7]。

## 人物
- 私生活では既婚者であり、結婚後の姓名は「根本めぐみ」である[8]。
- 中学生の息子を持つ母親であり、毎日弁当を作っていることを公表している[9]。

## 選挙歴
| 当落 | 選挙                         | 執行日         | 年齢 | 選挙区       | 政党         | 得票数    | 得票率 | 定数 | 得票順位 /候補者数 | 政党内比例順位 /政党当選者数 |
| ---- | ---------------------------- | -------------- | ---- | ------------ | ------------ | --------- | ------ | ---- | ------------------ | ---------------------------- |
| 当   | 2011年取手市議会議員補欠選挙 | 2011年4月24日  | 31   | ーー         | 無所属       | 9757票    | ーー   | 3    | 1/7                | /                            |
| 当   | 2012年取手市議会議員選挙     | 2012年1月29日  | 32   | ーー         | 無所属       | 2213票    | ーー   | 26   | 3/31               | /                            |
| 当   | 2016年取手市議会議員選挙     | 2016年1月24日  | 36   | ーー         | 無所属       | 2057票    | ーー   | 24   | 6/32               | /                            |
| 当   | 2020年取手市議会議員選挙     | 2020年1月26日  | 40   | ーーーー     | 日本維新の会 | 2103票    | ーー   | 24   | 3/31               | /                            |
| 当   | 2024年取手市議会議員選挙     | 2024年1月28日  | 44   | ーーーー     | 日本維新の会 | 2040票    | ーー   | 24   | 4/29               | /                            |
| 当   | 第27回参議院議員通常選挙     | 2025年07月20日 | 46   | 参議院比例区 | 日本維新の会 | 6万2593票 | ーー   | 50   | 2/13               | 2/4                          |